# Solon T. Kimball
Solon Toothaker Kimball (* 12. August 1909 in Manhattan, Kansas; † 12. Oktober 1982 in Gainesville, Florida) war ein US-amerikanischer Anthropologe und Hochschullehrer.

## Leben und Wirken
Solon T. Kimball studierte zunächst Journalistik an der Kansas State University und erwarb dort 1930 den Bachelorgrad. Anschließend studierte er Anthropologie an der Harvard University, wo er 1933 die Magisterprüfung absolvierte und 1936 zum Ph.D. promovierte. Zusammen mit seinem Mitstudenten Conrad M. Arensberg führte er sozialwissenschaftliche Feldstudien in Irland durch. Zwischen 1936 und 1942 arbeitete er für das Office of Indian Affairs und war mit Forschungsarbeiten über die amerikanischen Indianer beschäftigt. Während des Zweiten Weltkriegs folgte eine Tätigkeit für die War Relocation Authority. Hier ging es vor allem um die Internierung von Amerikanern japanischer Herkunft. Ab 1945 war Kimball zunächst als Hochschullehrer an der Michigan State University tätig, nach 1948 dann an der University of Alabama. Von 1953 bis 1966 hatte er eine Professur für Anthropologie an der Columbia University inne. Von 1966 bis 1980 lehrte er schließlich an der University of Florida.
Neben seiner Hochschullehrertätigkeit arbeitete Kimball in verschiedenen Fachorganisationen mit und war 1970/71 Präsident der American Ethnological Society und 1979/80 Präsident der Southern Anthropological Society. Er gehörte zu den bedeutenden US-amerikanischen Sozialanthropologen seiner Zeit und beschäftigte sich u. a. auch mit dem Verhältnis von Anthropologie und Erziehung.

## Veröffentlichungen (Auswahl)
- (mit John H. Provinse): Building New Communities during War Time. In: American Sociological Review, Bd. 11 (1946), H. 4, 396–409.

- (mit Conrad M. Arensberg): Family and community in Ireland. Harvard University Press, Cambridge, Mass. 1948 (3. Aufl. Clasp Press, Ennis, County Clare 2001, ISBN 1-900545-13-6).
- Rural social organization and co-operative labor. In: The American journal of sociology, Bd. 55 (1949), S. 38–49.
- (mit Marion Pearsall): The Talladega story. A study in community process. University of Alabama Press, University, Ala. 1954.
- An Alabama town surveys its health needs. In: Benjamin D. Paul (Hrsg.): Health, culture and community. Case studies of public reactions to health programs. Russell Sage Foundation, New York 1959, S, 269–294.
- (mit James E. McClellan): Education and the new America. Random House, New York 1962.
- Teaching anthropology in professional education. In: David G. Mandelbaum u. a. (Hrsg.): The teaching of anthropology. American Anthropological Association. Washington, D.C. 1963, S. 493–502.
- (mit Conrad M. Arensberg): Culture and community. Harcourt, Brace & World, New York 1965.
- Individualism and the formation of values. In: The journal of applied behavioral science, Bd. 2 (1966), S. 465–482.
- (mit Conrad M. Arensberg): Community study. Retrospect and prospect. In: The American journal of sociology, Bd. 73 (1968), S. 691–705.
- (Hrsg., mit James B. Watson): Crossing cultural boundaries. The anthropological perspective. Chandler, San Francisco 1972, ISBN 0-8102-0434-7.
- (Hrsg., mit Jacquetta H. Burnett): Learning and culture. University of Washington Press, Seattle 1973, ISBN 0-295-95305-5.
- Culture and the educative process. An anthropological perspective. Teachers College Press, New York 1974, ISBN 0-80-77242-2-X.
- Anthropology as a policy science. In: Elizabeth M. Eddy (Hrsg.): Applied anthropology in America. Columbia University Press, New York 1978, S. 277–291, ISBN 0-231-04466-6.
- (mit William L. Partridge): The craft of community study. Fieldwork dialogues. University Presses of Florida, Gainesville 1979, ISBN 0-8130-0647-3.